# Pterolophia rufipennis
Pterolophia rufipennis är en skalbaggsart som först beskrevs av Maurice Pic 1923.  Pterolophia rufipennis ingår i släktet Pterolophia och familjen långhorningar. Inga underarter finns listade i Catalogue of Life.